# Paul Skelt
Paul Derek Skelt (* 31. März 1924; † 13. Juli 1991) war ein neuseeländischer Badmintonspieler. Anthony Skelt war sein Bruder, Nigel Skelt sein Sohn.

## Karriere
Paul Skelt wurde 1950 erstmals nationaler Meister in Neuseeland. Fünf weitere Titelgewinne folgten bis 1959. Insgesamt war er viermal im Herrendoppel und zweimal im Mixed erfolgreich. Nach ihm wurde die Paul Skelt Memorial Hall in Invercargill benannt.

## Sportliche Erfolge
| Saison | Veranstaltung                     | Disziplin    | Platz | Name                             |
| ------ | --------------------------------- | ------------ | ----- | -------------------------------- |
| 1950   | Neuseeländische Meisterschaft     | Herrendoppel | 1     | Paul D. Skelt / L. Rankin        |
| 1952   | Neuseeländische Meisterschaft     | Mixed        | 1     | Paul D. Skelt / Rae B. Emslie    |
| 1954   | Neuseeländische Meisterschaft     | Herrendoppel | 1     | Paul D. Skelt / Anthony T. Skelt |
| 1956   | Neuseeland: Einzelmeisterschaften | Mixed        | 1     | Paul D. Skelt / Sonia Cox        |
| 1956   | Neuseeland: Einzelmeisterschaften | Herrendoppel | 1     | Paul D. Skelt / Anthony T. Skelt |
| 1959   | Neuseeländische Meisterschaft     | Herrendoppel | 1     | Paul D. Skelt / Anthony T. Skelt |